# Konrád György (brácsaművész)
Konrád György (Szeged, 1924. október 18. – 2024. május 28.) magyar brácsaművész. Neve 1959-től összeforrt a Tátrai-vonósnégyesével, de mellette az összes vezető magyar szimfonikus zenekarban töltött be jelentős funkciót.

## Élete
1934 és 1944 között szülővárosa konzervatóriumában Perényi László hegedűnövendéke volt. Tanulmányai végeztekor zsidó származása miatt néhány hónap munkaszolgálatot teljesített. Családja többi tagját elvesztette a holokausztban. Mikor a szovjet csapatok felszabadították Szegedet, az újrainduló városi színház zenekarának hegedűse lett Fricsay Ferenc irányítása alatt. 
1949-ben költözött Budapestre, ahol előbb a Magyar Néphadsereg Művészegyüttese Zenekarának hegedűse, majd brácsása. 1951-től 1976-ig a Székesfővárosi, illetve utóda, az Állami Hangversenyzenekar brácsása, később szólamának vezetője. 
1959-ben csatlakozott a Tátrai-vonósnégyeshez, melynek feloszlásáig tagja volt. Zenekari pályáját 1976-tól a Magyar Állami Operaház szólóbrácsásaként, 1980-tól a Magyar Rádió és Televízió Szimfonikus Zenekarában folytatta. Alapító tagja a Budapesti Fesztiválzenekarnak.
1983-tól sok éven át a Zeneakadémia főiskolai tanára.
A Tátrai-vonósnégyes mellett más kamaraegyüttesekkel is játszott, 90. életévén túl is koncertező művész volt.
Hobbijai közé tartoztak a labdasportok és a gombászat.

## Díjai, elismerései
- 1976 — Szocialista kultúráért
- 1984 — Érdemes művész
- 2006 — Weiner Leó-díj
- 2012 — Kiváló művész
- 2019 — Bartók–Pásztory-díj
- 2020 — Zugló díszpolgára